# Piotr Dziemski
Piotr Dziemski (ur. 10 lutego 1953 w Gnieźnie, zm. 29 marca 1975 w Białymstoku) – polski perkusista, syn aktora Juliusza Dziemskiego.

## Życiorys
Od wczesnych lat młodzieńczych grał w zespołach rockowych: w latach 1968–1969 w zespole Scholastycy założonym w 1967 r. przez swojego brata Tadeusza Dziemskiego i Łukasza Teofilewicza (prócz nich w skład grupy wchodzili: Jerzy Dziemski, Janusz Stankiewicz i Andrzej Bielecki, którego zastąpił Piotr), w latach 1971–1972 w grupie XYŻ przemianowanej w 1972 r. na Brothers (z braćmi Tadeuszem i Jerzym) i w pierwszej połowie 1973 r. w zespole Universum. W lipcu 1973 r. Czesław Niemen zaproponował Piotrowi Dziemskiemu stałą współpracę. Piotr od razu zaaklimatyzował się w zespole, którego trzon stanowili muzycy katowickiej grupy Krzak i już we wrześniu 1973 r. wziął udział w turze koncertowej zespołu Niemena po RFN i Holandii. W listopadzie 1973 r. zespół Niemena z Piotrem Dziemskim grającym na perkusji dokonuje pierwszych nagrań w studio Polskiego Radia. Jedno z tych nagrań „Smutny Ktoś i biedny Nikt” Polskie Radio zamieściło na dwupłytowym albumie „Pamiętam ten dzień” (PRCD 1290–1291) w listopadzie 1974 r. Piotr Dziemski wziął także udział w nagraniu studyjnego albumu „Niemen Aerolit” z muzyką Czesława Niemena do wierszy wielkich polskich poetów (min. „Pielgrzym” i „Daj mi wstążkę błękitną” do wierszy Cypriana Kamila Norwida i „Kamyk” do wiersza Zbigniewa Herberta). Po nagraniu tej płyty w listopadzie 1974 r. zespół „Niemen” przemianowano na „Niemen Aerolit”. W dniu 9 maja 1974 roku podczas koncertu zespołu Czesława Niemena w klubie „Riviera” zarejestrowano suitę „41 potencjometrów pana Jana”, następnie zmontowaną, skróconą i przez wiele lat przechowywaną przez prezentera Programu Trzeciego Polskiego Radia – Janusza Kosińskiego. W październiku 2007 r. Agencja Fonograficzna Polskiego Radia w porozumieniu z Małgorzatą Niemen i innymi spadkobiercami Czesława Niemena wydała tę suitę na płycie pod numerem katalogowym 1012.
Piotr Dziemski zmarł nagle 29 marca 1975 r. z powodu błędów i zaniedbań w sztuce lekarskiej. Czesław Niemen poświęcił mu utwór „Epitafium pamięci Piotra” – zamieszczony na płycie Katharsis.